# Tumu'ertai Zhen
Tumu'ertai Zhen (kinesiska: 土牧尔台) är en köping i Kina. Den ligger i den autonoma regionen Inre Mongoliet, i den norra delen av landet, omkring 170 kilometer nordost om regionhuvudstaden Hohhot.
Genomsnittlig årsnederbörd är 449 millimeter. Den regnigaste månaden är juli, med i genomsnitt 118 mm nederbörd, och den torraste är januari, med 2 mm nederbörd.